# Christian Garnier (géographe)
Pour les articles homonymes, voir Christian Garnier et Garnier.
Christian Garnier (Paris, 24 juillet 1872 - Paris, 4 septembre 1898) est un géographe et un linguiste français.

## Biographie

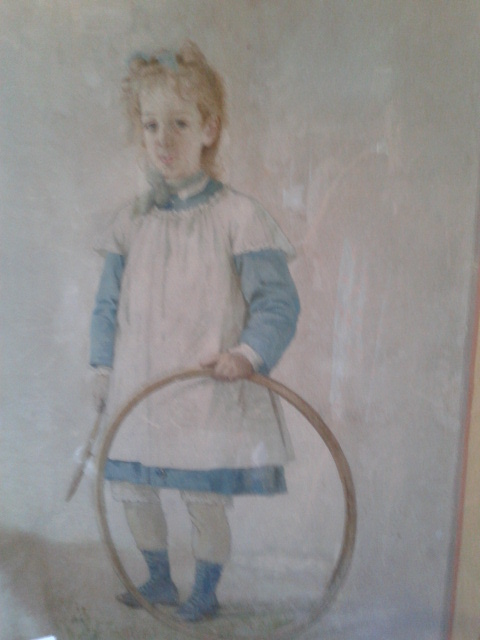
Ritratto di Christian Garnier enfant à Villa Garnier, Bordighera

Christian Garnier est le deuxième fils de Charles Garnier et Louise Bary. Christian, dit Nino, va grandir dans l'amour de ses parents. Le couple, qui s’est marié en 1858, avait perdu son premier fils, Daniel né le 21 mars 1862, huit ans auparavant, à l'âge de deux ans. Le garçon, qui était de constitution frêle, a été très suivi à la fois par la mère et par le père, ce qui était rare à cette époque-là, car les pères ne s’occupaient pas des enfants en bas âge.
Christian fait tout de suite preuve d’un esprit très vif. Il est inscrit au prestigieux Lycée Louis-le-Grand, où il a comme professeur Auguste-Stéphane Ammann (1844-1921). Dès son plus jeune âge il est passionné de langues et de géographie, il devient à 14 ans le plus jeune membre de la Société de Géographie de Paris. À 21 ans, il entre à l'"École de génie civil", mais ses projets et son état de santé seront sévèrement affectés par une crise de tuberculose en 1894. La vie de la famille Garnier ne sera plus jamais la même, Louise et Charles décident de rester presque toute l'année à Bordighera, où ils possédaient une villa, Villa Garnier construite par Charles en 1871.
Le jeune Christian a également une force de caractère remarquable et, en 1895, en dépit de la maladie, il réussit à faire publier son livre, "Essai de géographie générale suivi de tables se rapportant à la géographie". En 1899, Ernest Leroux publie sa "Méthode de Transcription rationnelle générale des Noms géographiques" (TRG), sans doute son œuvre la plus remarquable, car cette nomenclature est utilisée encore aujourd'hui dans le domaine géographique.
Dans ces années, il continue de participer à de nombreuses conférences scientifiques dans toute l'Europe et en 1898, il se présente pour le "Prix Volney," qui lui a été donné de façon posthume, à l'unanimité, pour son œuvre principal "Méthode de Transcription rationnelle générale des Noms géographiques". 
En 1897, il avait publié "Charte de la distribution des langues dans les Alpes occidentales" axée sur les similitudes de dialectes parlées à cheval des différentes frontières politiques. Dans la même année, il a également écrit "Catalogus plantarum" sur les variétés botaniques présentes dans le parc de Villa Garnier et une étude géographique très ciblée "Monographie de la province de Porto Maurizio". Sa dernière publication, qui est apparue quelques mois avant sa mort, était "La grammaire et le vocabulaire des idiomes de Bordighera et Realdo". 
Il mourut à l'âge de 26 ans, le 4 septembre 1898, un mois après son père. Il a été enterré dans le cimetière du Montparnasse, près de son père.

## Prix et récompenses
En 1898 il reçoit, de façon exceptionnelle, le Prix Volney posthume. La motivation de la commission: «Encore cette année, à côté d'un ouvrage sur la grammaire slave, elle couronne le travail d'un jeune savant, malheureusement mort avant d'entendre proclamer publiquement son prix, qui propose un système de transcription pour les noms géographiques : M. Christian Garnier. »
En 1925 la Société de Géographie a créé le Prix Christian Garnier. Il s’agit d’un prix décerné aux auteurs qui ont contribué aux progrès de la géographie.

## Publications
- "Dossier sur Bordighera" (1889)
- "Essai de géographie générale suivi de tables se rapportant à la géographie" (1895)
- "Charte de la distribution des langues dans les Alpes occidentales" (1897)
- "Catalogus plantarum vivacium annuarumque quae in plena terra cultae reperiuntur in horto Villae Caroli Garnier" (1897)
- "Monographie de la province de Porto Maurizio" (1897)
- "Méthode de transcription rationnelle générale des noms géographique», publié à Paris chez Leroux en 1898[8]
- "Lettres sur participation au III Congrès italien de géographies", Bordighera (19 avril 1898)
- "Deux patois des Alpes-Maritimes italiennes : grammaires et vocabulaires méthodiques des idiomes de Bordighera et de Realdo" (1898)